# Altavista (Zacatecas)

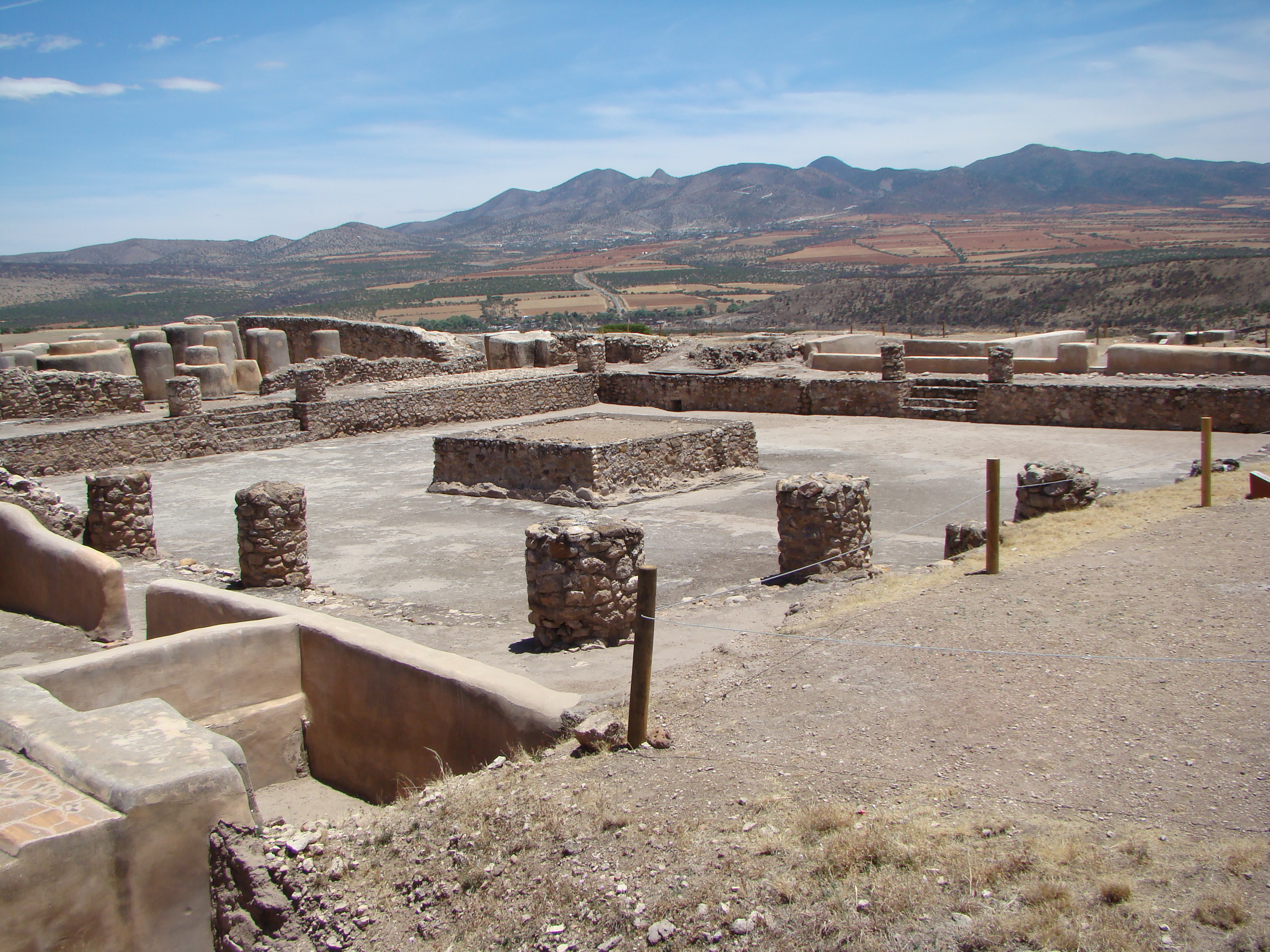
Altavista – versenkter Zeremonialplatz

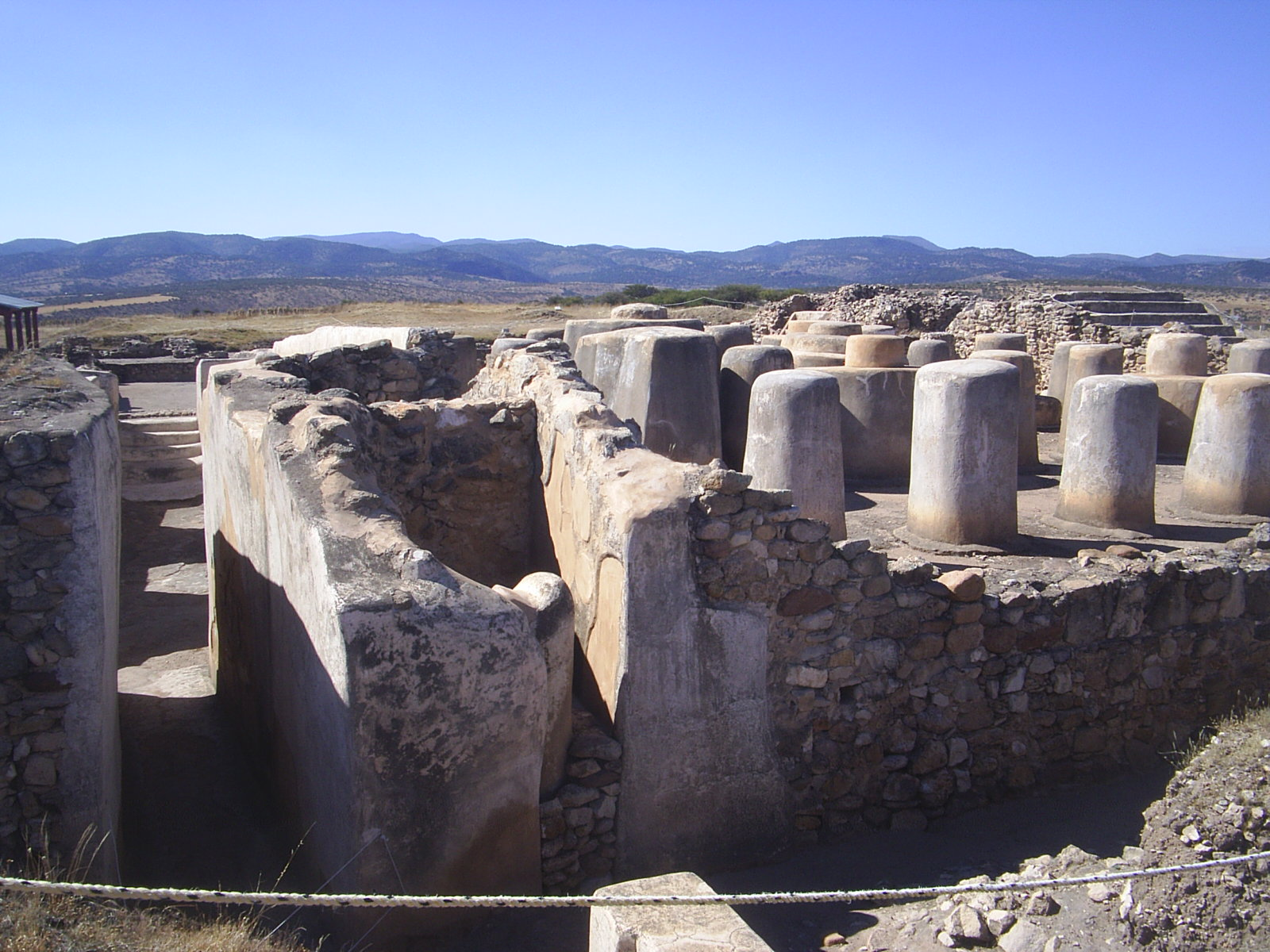
Altavista – „Labyrinth“ und „Säulensaal“

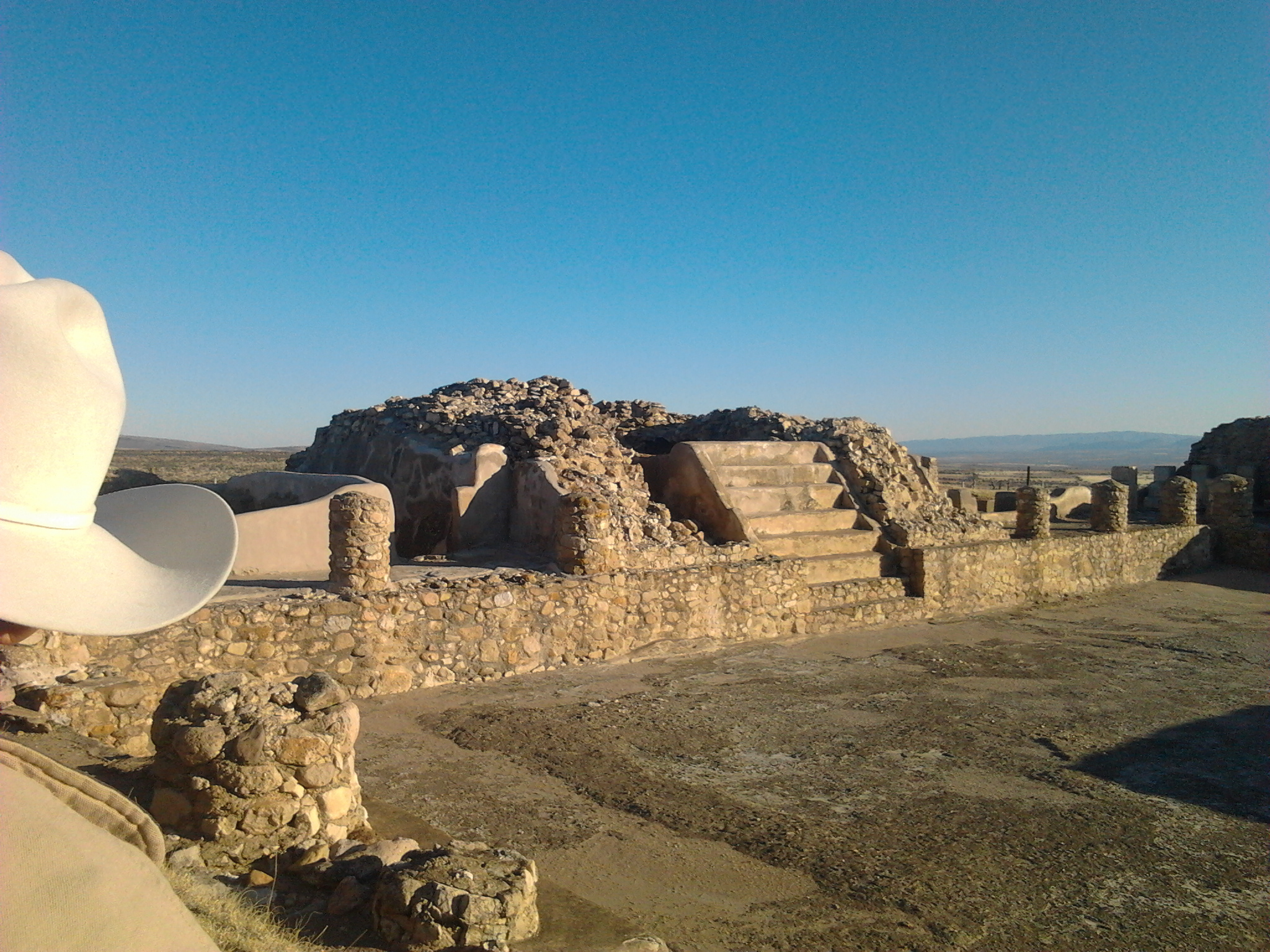
Altavista – ehemalige Tempelpyramide

Die präspanische Ruinenstätte Altavista (der ursprüngliche Name ist unbekannt) im mexikanischen Hochland in der Sierra de Chalchihuites auf dem Gebiet der Gemeinde Chalchihuites im Westen des Bundesstaats Zacatecas ist eine der abgelegensten des Landes. Als Erbauer werden die sesshaften und vom Handel mit Halbedelsteinen (vorwiegend Türkisen) lebenden Chalchihuiten-Indianer genannt, doch sind diese in späterer Zeit wahrscheinlich von den aus dem Norden zugewanderten nomadisierenden Chichimeken verdrängt worden.

## Lage
Die mindestens 600 km von den klassischen Zeremonialzentren Zentralmexikos entfernt gelegene Ruinenstätte Altavista liegt ziemlich exakt auf dem nördlichen Wendekreis. Sie befindet sich ca. 500 m südöstlich der Kleinstadt Chalchihuites bzw. ca. 55 km südwestlich der Stadt Sombrerete in einer Höhe von ca. 2300 m.

## Geschichte
Die abgelegene Stätte erlebte ihren Höhepunkt in der klassischen Zeit zwischen ca. 450 und 650 n. Chr., also etwa gleichzeitig mit dem ca. 800 km entfernten Teotihuacan; danach begann der Niedergang und etwa um 1200 wurde die Stätte gänzlich verlassen. Erst im Jahr 1908 wurden die nie gänzlich von Erde bedeckten Strukturen von dem mexikanischen Archäologen Manuel Gamio für die wissenschaftliche Forschung wiederentdeckt und in Teilen ausgegraben. Weitere Grabungen erfolgten in den 1970er Jahren.

## Archäologische Stätte
Nach den bisherigen Erkenntnissen ist die Stätte nach astronomischen Gesichtspunkten erbaut worden, denn Bauten, Plätze und Straßen folgen exakt der Nord-Süd- bzw. der Ost-West-Richtung. Die Strukturen wurden hauptsächlich aus verputzten Steinen errichtet, aber auch Reste von Lehmziegeln (adobes) wurden entdeckt.
- Das Zeremonialzentrum der ehemaligen Stadt besteht aus zwei versenkten Plätzen (plazas) mit jeweils einer mittleren Plattform.
- Zwei nur etwa 8 m hohe und mit Stuck überzogene Pyramiden besaßen einfache Tempel aus Lehm, Zweiggeflecht und/oder Stroh auf ihrer oberen Plattform, die jedoch völlig verschwunden sind.
- Der sogenannte „Säulensaal“ besteht aus 28 gemauerten und verputzten Säulen und ähnlichen Gebilden. Sein wahrscheinlich aus Holzbalken, Schilf und Stroh gebildetes Flachdach ist ebenfalls seit langem verschwunden.
- Bei der „Labyrinth“ genannten Gruppe von Bauten dürfte es sich um eng beieinander stehende Steinbauten der örtlichen Elite gehandelt haben.
- Im Templo de los Cráneos, einem hausartigen Gebäude mit zentraler Feuerstelle, wurden zahlreiche menschliche Knochen entdeckt, die als Hinweise auf Menschenopferzeremonien verstanden werden.

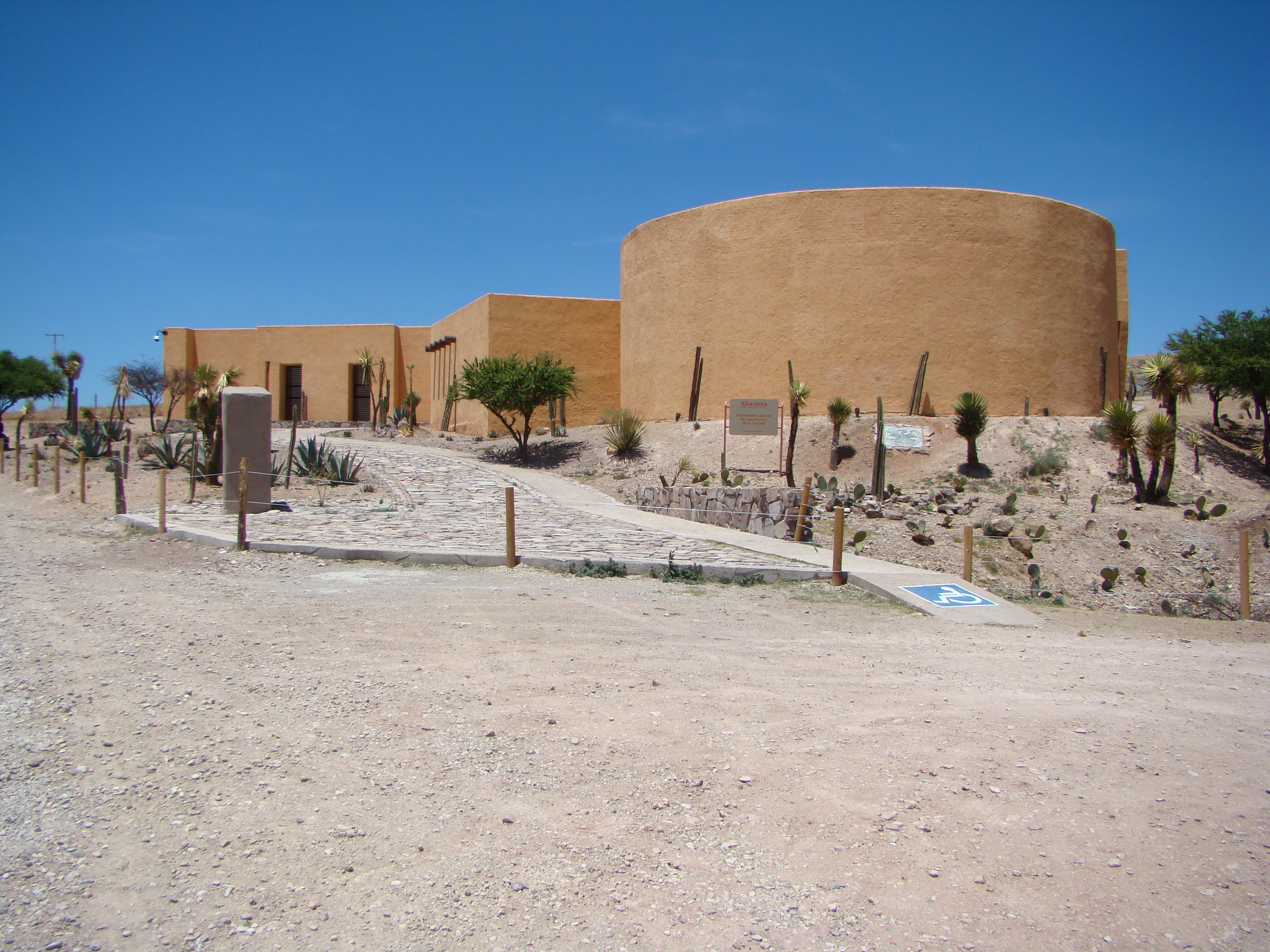
Altavista – Museum

## Museum
Im Jahr 2007 wurde neben der Ruinenstätte ein archäologisches Museum eröffnet, welches zahlreiche Fundstücke aus Altavista und benachbarten Fundstellen präsentiert.

## Sonstiges
Am Rand der heutigen Ausgrabungsstätte wurde in den Jahren 1879/80 die Kirche San Pedro Apóstol erbaut.